# Lattume
Il figatello, o lattume è un prodotto ittico tipico, impiegato come ingrediente nella cucina siciliana e nella cucina sarda.

## Descrizione
Nella denominazione figatello è stato ufficialmente riconosciuto e inserito nella lista dei prodotti agroalimentari tradizionali italiani (P.A.T) del Ministero delle politiche agricole alimentari e forestali (Mipaaf). Esso si ottiene dalla lavorazione della sacca del liquido seminale degli esemplari maschili del tonno o della ricciola.
Tipico della Sicilia, in particolare delle zone di Trapani, Palermo e Siracusa, è l'equivalente maschile della bottarga, generalmente di tonno o di ricciola. La differenza è nel colore, rosa carneo nel lattume e arancione nella bottarga. Preparazione rara e di alta gastronomia, può essere impiegato per condire paste, insalate o consumato direttamente fritto. Nella cucina trapanese si usa anche sotto sale.